# Sakit
Sakit é uma cidade e uma nagar panchayat no distrito de Etah, no estado indiano de Uttar Pradesh.

## Geografia
Sakit está localizada a 27° 27′ N, 78° 49′ L. Tem uma altitude média de 170 metros (557 pés).

## Demografia
Segundo o censo de 2001, Sakit tinha uma população de 6934 habitantes. Os indivíduos do sexo masculino constituem 53% da população e os do sexo feminino 47%. Sakit tem uma taxa de literacia de 54%, inferior à média nacional de 59.5%: a literacia no sexo masculino é de 61% e no sexo feminino é de 46%. Em Sakit, 21% da população está abaixo dos 6 anos de idade.